# Lijst van rijksmonumenten in Kollum
De plaats Kollum telt 35 inschrijvingen in het rijksmonumentenregister. Hieronder een overzicht. 
Voor een overzicht van alle beschikbare afbeeldingen zie de categorie Rijksmonumenten in Kollumerland en Nieuwkruisland op Wikimedia Commons.
| Object | Oorspronkelijke functie?  | Bouwjaar | Architect                               | Locatie                  | Coördinaten?                 | Nr.?   | Afbeelding                                    |
| --- | ------------------------- | --- | --------------------------------------- | ------------------------ | ---------------------------- | ------ | --------------------------------------------- |
| Voorm. lagere school                                                                                        | Onderwijs en wetenschap   | 1828 (zie ook gevelsteen) |                                         | Mr. Andreaestraat 2-2a   | 53° 16' 50" NB, 6° 9' 15" OL | 23723  | Meer afbeeldingen                             |
| Kop-rompboerderij                                                                                           | Boerderij                 | ca. 1770 |                                         | E. de Wendtstraat 4      | 53° 16' 46" NB, 6° 9' 1" OL  | 23724  | Meer afbeeldingen                             |
| Woning onder schilddak met Vlaamse top                                                                      | Woonhuis                  | 18e eeuw |                                         | E. de Wendtstraat 6      | 53° 16' 46" NB, 6° 9' 2" OL  | 23725  | Meer afbeeldingen                             |
| Oostenburg                                                                                                  | Overheidsgebouw           | 1838 1979 (rest.) |                                         | Oostenburgstraat 2       | 53° 16' 45" NB, 6° 9' 2" OL  | 23726  | Meer afbeeldingen                             |
| Voorm. smederij                                                                                             | Industrie                 | 1768 |                                         | Voorstraat 15            | 53° 16' 47" NB, 6° 8' 50" OL | 23727  | Meer afbeeldingen                             |
| Hervormde kerk en toren (Maartenskerk)                                                                      | Kerk en kerkonderdeel     | ca. 1100 (schip) vroege 13e eeuw (toren) 1425-1450 (herb. schip) 15e eeuw (verb. toren) na 1661 (spits) 1840 en 1853 (verb.) 1962-'69 (rest.) | J.J.M. Vegter (1962-'69)                | Voorstraat 39            | 53° 16' 48" NB, 6° 8' 57" OL | 23728  | Meer afbeeldingen                             |
| Bethesda (Oude Liedenhuis)                                                                                  | Sociale zorg, liefdadigh. | 1725-1750 |                                         | Voorstraat 42            | 53° 16' 46" NB, 6° 8' 54" OL | 23729  | Meer afbeeldingen                             |
| Voorm. gemeentehuis                                                                                         | Bestuursgebouw en onderdl | 1805 1895 (verb.) |                                         | Voorstraat 46            | 53° 16' 47" NB, 6° 8' 56" OL | 23730  | Meer afbeeldingen                             |
| Pand met verdieping onder diep zadeldak tegen topgevel (Chill)                                              | Werk-woonhuis             | mog. 17e eeuw |                                         | Voorstraat 53            | 53° 16' 49" NB, 6° 9' 1" OL  | 23731  | Meer afbeeldingen                             |
| Pand met verdieping en voorbouw met forse kroonlijst onder dwars schilddak (Praamstra)                      | Werk-woonhuis             | 1775-1850 |                                         | Voorstraat 51            | 53° 16' 50" NB, 6° 9' 0" OL  | 23732  | Meer afbeeldingen                             |
| Vier traveeën breed pand met verdieping onder voor afgeschuind zadeldak (Henk ter Hoor)                     | Werk-woonhuis             | 1890 (pui, pand zelf is ouder) |                                         | Voorstraat 57            | 53° 16' 49" NB, 6° 9' 3" OL  | 23733  | Meer afbeeldingen                             |
| Pand met verdieping en rechte kroonlijst met timpaan onder voor afgeschuind zadeldak (Apotheek It Krúswâld) | Werk-woonhuis             | late 19e eeuw |                                         | Voorstraat 62            | 53° 16' 47" NB, 6° 8' 59" OL | 23735  | Meer afbeeldingen                             |
| De Roskam                                                                                                   | Horeca                    | 1846 |                                         | Voorstraat 63            | 53° 16' 50" NB, 6° 9' 4" OL  | 23736  | Meer afbeeldingen                             |
| Pand zonder verdieping onder zadeldak tegen topgevel met beitelingen                                        | Werk-woonhuis             | 18e eeuw |                                         | Voorstraat 70            | 53° 16' 48" NB, 6° 9' 1" OL  | 23737  | Meer afbeeldingen                             |
| Pand met verdieping onder voor afgeschuind zadeldak (Bakkerij Van der Bijl)                                 | Bedrijfs-,fabriekswoning  | 17e eeuw (delen gevel) |                                         | Voorstraat 88            | 53° 16' 49" NB, 6° 9' 4" OL  | 23738  | Meer afbeeldingen                             |
| Voormalige waag (Witte huis)                                                                                | Handel en kantoor         | 1614 1779 (herb.) |                                         | Westerdiepswal 4         | 53° 16' 51" NB, 6° 9' 4" OL  | 23739  | Meer afbeeldingen                             |
| Tilhouten                                                                                                   | Boerderij                 | midden 19e eeuw |                                         | Willem Loréweg 18        | 53° 17' 23" NB, 6° 9' 34" OL | 23740  | Meer afbeeldingen                             |
| Phaesmazathe                                                                                                | Boerderij                 | 19e eeuw (vensters) |                                         | Willem Loréweg 24        | 53° 17' 36" NB, 6° 9' 28" OL | 23741  | Meer afbeeldingen                             |
| Feitsmastate                                                                                                | Boerderij                 | 1846 |                                         | Willem Loréweg 30        | 53° 18' 4" NB, 6° 9' 2" OL   | 23742  | Meer afbeeldingen                             |
| Tochmaland                                                                                                  | Industrie- en poldermolen | 1893 1949 (rest.) 1963 (rest.) 1983 (rest.)                                                                                                   |                                         | Tochmaland 1             | 53° 17' 25" NB, 6° 8' 47" OL | 23743  | Meer afbeeldingen                             |
| Dokterswoning met aangebouwd koetshuis en hek                                                               | Dienstwoning              | 1913 1985 (verb.) | H.A. Zondag                             | Voorstraat 5             | 53° 16' 47" NB, 6° 8' 44" OL | 512867 | Dokterswoning met aangebouwd koetshuis en hek |
| Koetsierswoning, schuur                                                                                     | Opslag                    | waarsch. ca. 1915 |                                         | bij Voorstraat 7         | 53° 16' 47" NB, 6° 8' 46" OL | 512868 | Koetsierswoning 2 Koetsierswoning, schuur     |
| Gereformeerde kerk (Oosterkerk)                                                                             | Kerk en kerkonderdeel     | 1924-'25 1969 (uitbr.) 1985 (uitbr.) | E. Reitsma (1924-'25, 1969)             | Oostenburgstraat 1       | 53° 16' 44" NB, 6° 9' 5" OL  | 512871 | Meer afbeeldingen                             |
| Wegwijzer                                                                                                   | Verkeersobject            | ca. 1850 |                                         | bij E. de Wendtstraat 36 | 53° 16' 43" NB, 6° 9' 9" OL  | 512872 | Wegwijzer                                     |
| Voorm. postkantoor. Oudheidkamer Mr. Andreae                                                                | Overheidsgebouw           | 1888 1908 (verb.) | waarsch. H.A. Zondag C.H. Peters (1908) | E. de Wendtstraat 9-11   | 53° 16' 47" NB, 6° 9' 5" OL  | 512873 | Meer afbeeldingen                             |
| Koetsierswoning met hek                                                                                     | Dienstwoning              | ca. 1915 |                                         | Voorstraat 7             | 53° 16' 47" NB, 6° 8' 46" OL | 512874 | Meer afbeeldingen                             |
| Woonhuis in kubistisch-expressionistische stijl met aangebouwde schuur                                      | Woonhuis                  | 1928 | H.A. Zondag                             | Van Limburg Stirumweg 2  | 53° 16' 46" NB, 6° 8' 38" OL | 512875 | Meer afbeeldingen                             |
| Westenstein                                                                                                 | Woonhuis                  | 1878-'79 1977 (rest.) | H.H. Kramer                             | Van Limburg Stirumweg 18 | 53° 16' 46" NB, 6° 8' 28" OL | 512876 | Westenstein                                   |
| Philippusfenne: notariswoning                                                                               | Kasteel, buitenplaats     | 1847 1905 (ingang) | F. Stoett                               | Voorstraat 87            | 53° 16' 51" NB, 6° 9' 10" OL | 529468 | Meer afbeeldingen                             |
| Philippusfenne: voorterrein en achterterrein                                                                | Tuin, park en plantsoen   | 1845-1850 | L.P. Roodbaard                          | Voorstraat bij 87        | 53° 16' 51" NB, 6° 9' 10" OL | 529469 | Meer afbeeldingen                             |
| Philippusfenne: brug                                                                                        | Tuin, park en plantsoen   | 1850 |                                         | Voorstraat bij 87        | 53° 16' 51" NB, 6° 9' 10" OL | 529470 | Meer afbeeldingen                             |
| Philippusfenne: prieel                                                                                      | Tuin, park en plantsoen   | 1850 |                                         | Voorstraat bij 87        | 53° 16' 51" NB, 6° 9' 10" OL | 529471 | Upload foto                                   |
| Philippusfenne: twee terracotta leeuwen                                                                     | Tuin, park en plantsoen   | 1850 |                                         | Voorstraat bij 87        | 53° 16' 51" NB, 6° 9' 10" OL | 529472 | Meer afbeeldingen                             |
| Philippusfenne: hekwerk                                                                                     | Tuin, park en plantsoen   | 1850 |                                         | Voorstraat bij 87        | 53° 16' 51" NB, 6° 9' 10" OL | 529473 | Meer afbeeldingen                             |